# Temporada de huracanes del Atlántico de 1992
La temporada de huracanes del Atlántico de 1992 fue significativamente inferior a la media para los ciclones tropicales o subtropicales en general, ya que solo se formaron diez. Seis de ellos se convirtieron en tormentas tropicales nombradas, cuatro en huracanes y un huracán se convirtió en un huracán mayor (de categoría 3 en la escala de huracanes de Saffir-Simpson). Sin embargo, la Energía Ciclónica Acumulada (ACE) de la temporada se mantuvo cerca de la media. La temporada comenzó oficialmente el 1 de junio y finalizó oficialmente el 30 de noviembre de 1992. No obstante, la ciclogénesis tropical es posible en cualquier época del año, como lo demuestra la formación en abril de una tormenta subtropical sin nombre en el Atlántico central.
En junio, la depresión tropical Uno causó inundaciones en Cuba y Florida, donde dos personas fallecieron. En agosto, el huracán Andrew, el único huracán mayor de la temporada, azotó Bahamas, Florida y Luisiana. Fue el huracán atlántico más costoso registrado hasta entonces, con daños por valor de US$27.3 mil millones de dólares y 65 víctimas mortales. Su mayor impacto se registró en el sur de Florida, donde la tormenta tocó tierra con vientos sostenidos de 280 km/h (175 mph) durante un minuto. Un mes después, los huracanes Bonnie y Charley generaron vientos con fuerza de tormenta tropical en las Azores; el primero causó una víctima mortal. La tormenta tropical Danielle fue uno de los pocos ciclones tropicales conocidos que tocó tierra en la península de Delmarva. La tormenta causó daños menores y dos fallecidos en las regiones del Atlántico medio y Nueva Inglaterra de los Estados Unidos. Otro huracán de la temporada, Frances, no afectó significativamente la tierra. Se formó en el Atlántico central, se alejó bastante de tierra y solo trajo lluvias ligeras a Terranova. En conjunto, las tormentas de la temporada de huracanes del Atlántico de 1992 causaron pérdidas por valor de US$27.3 mil millones de dólares y 73 víctimas mortales.

## Pronósticos

### Pronósticos de pretemporada
El Dr. William M. Gray y sus colaboradores de la Universidad Estatal de Colorado (CSU) y el Centro de Investigación Meteorológica (WRC) publican pronósticos de actividad huracanada antes de cada temporada. Una temporada normal, según la definición de la Administración Nacional Oceánica y Atmosférica (NOAA), consta de 12 tormentas con nombre, de las cuales 6 alcanzan la intensidad de un huracán y 2 se convierten en huracanes mayores. En diciembre de 1991, la Universidad Estatal de Colorado (CSU) emitió su primer pronóstico para el año y predijo que en 1992 habría ocho tormentas con nombre, cuatro huracanes y un huracán mayor. La CSU también emitió un pronóstico en abril, junio y agosto; sin embargo, no se hicieron revisiones a los números de tormentas con nombre, huracanes y huracanes mayores pronosticados en 1992. Antes de comenzar la temporada, el WRC predijo que habría seis tormentas con nombre, tres de ellas convirtiéndose en huracanes, aunque no se hizo ningún pronóstico sobre el número de huracanes mayores.

## Resumen de la temporada
La temporada de huracanes del Atlántico comenzó oficialmente el 1 de junio, pero la actividad comenzó más de un mes antes con la formación de la tormenta subtropical Uno el 21 de abril. Fue una temporada por debajo del promedio, en la que se formaron diez depresiones tropicales o subtropicales. Siete de estas depresiones alcanzaron la categoría de tormenta tropical y cuatro de ellas, la de huracán. Además, un ciclón tropical alcanzó finalmente la categoría de huracán mayor, lo cual está por debajo del promedio de 2,7 por temporada entre 1981 y 2010. La baja cantidad de actividad se atribuye en parte a ondas tropicales más débiles de lo normal, la fuente de la mayoría de los ciclones tropicales del Atlántico Norte. Solo dos huracanes y una tormenta tropical tocaron tierra durante la temporada. Sin embargo, los daños causados por el huracán Andrew fueron astronómicos, causando la mayoría de las 73 muertes y los 27.300 millones de dólares (USD 1992) en daños de la temporada.
La ciclogénesis tropical en la temporada de huracanes del Atlántico de 1992 comenzó con el desarrollo de la tormenta subtropical Uno el 21 de abril. Sin embargo, durante los tres meses siguientes hubo una actividad mínima y sólo se desarrollaron dos depresiones, una en junio y la otra en julio. Aunque la cizalladura del viento fue relativamente débil en agosto, solo se produjo un ciclón tropical ese mes. Sin embargo, ese ciclón tropical, el huracán Andrew, fue el más fuerte y costoso de la temporada. Aunque septiembre es el pico climatológico de la temporada de huracanes, un aumento de la cizalladura del viento impidió la ciclogénesis tropical en la primera mitad del mes. Sin embargo, después del 16 de septiembre, se formaron cinco ciclones tropicales en un lapso de nueve días, del 17 al 26 de septiembre. Posteriormente, la actividad se detuvo abruptamente y solo se formó un ciclón tropical en octubre: el huracán Frances. Para el 27 de octubre, Frances se convirtió en extratropical, poniendo fin a la actividad de la temporada. La actividad de la temporada se reflejó con una calificación de Energía Ciclónica Acumulada (ACE) de 76, que se clasifica como "casi normal".

## Ciclones tropicales

### Tormenta subtropical Uno
El 21 de abril de 1992, una zona de bajas presiones se separó de los vientos predominantes del oeste a unos 970 km (600 millas) al sureste de Bermudas y se convirtió en una depresión subtropical a las 12:00 UTC. El sistema mantuvo un amplio patrón nuboso en forma de coma alrededor de la circulación de bajo nivel. Operacionalmente no fue clasificado hasta 27 horas después. Aislada de fuertes corrientes de dirección, la depresión avanzó hacia el noroeste a 19 km/h y se intensificó hasta convertirse en una tormenta subtropical a primeras horas del 22 de abril. Poco a poco se fue organizando mejor, con una amplia banda convectiva en el semicírculo oriental. Los informes de un barco cercano indicaban vientos máximos de 80 km/h (50 mph), con oleajes de 19,6 m (64,4 pies).
El Centro Nacional de Huracanes destacó la posibilidad de que el sistema se transforme en un ciclón tropical. Una vaguada que se acercaba provocó que la tormenta se detuviera y debilitara la convección profunda. El 23 de abril, el ciclón se debilitó al nivel de depresión debido a la fuerte cizalladura del viento. El vuelo de un cazador de huracanes hacia el sistema confirmó el debilitamiento y también informó un aumento de temperatura de 1,8 °F (1 °C) en el centro, lo que sugiere un núcleo cálido y algunas características tropicales. A primeras horas del 24 de abril, la depresión subtropical giró hacia el este, manteniendo una convección limitada. En ese momento, los meteorólogos anticiparon que la depresión continuaría su movimiento este-noreste y se convertiría en un ciclón extratropical. A última hora del 24 de abril, el sistema era demasiado débil para realizar una clasificación utilizando la técnica Dvorak, y el Centro Nacional de Huracanes (NHC) dejó de emitir avisos. En 24 horas, la circulación se disipó a medida que el sistema continuó hacia el este a través de los vientos del oeste.

### Depresión tropical Uno
El 12 de junio surgió una onda tropical frente a la costa occidental de África, que finalmente se convirtió en la depresión tropical Uno en el sureste del Golfo de México. Operacionalmente, el Centro Nacional de Huracanes designó a este sistema como Depresión Tropical Dos, lo que generó confusión debido a la Tormenta Subtropical Uno en abril y luego a otra depresión tropical Dos en julio. La salida del huracán Celia en el Océano Pacífico y una vaguada en el Golfo de México generaron cizalladura del viento en la depresión, lo que impidió que se intensificara hasta convertirse en tormenta tropical. La depresión viró hacia el norte-noreste y finalmente tocó tierra cerca de Tampa, Florida, el 26 de junio alrededor de las 15:00 UTC. Mientras se acercaba a la costa, el Centro Nacional de Huracanes observó que la depresión estaba demasiado mal organizada para localizar el centro de circulación y suspendió las alertas sobre el sistema.
La depresión dejó fuertes lluvias en Cuba, que alcanzaron un máximo de 33,43 pulgadas (849 mm). Grandes cantidades de precipitaciones provocaron inundaciones que dañaron o destruyeron cientos de viviendas y causaron dos víctimas mortales en las provincias de Pinar del Río y La Habana. Como el sistema era sólo una depresión tropical, se reportaron vientos ligeros; sin embargo, se informó una ráfaga máxima de 90 km/h (56 mph) en la Base de la Fuerza Aérea MacDill. Fuertes lluvias cayeron en la costa oeste de Florida, con cantidades locales que superaron los 510 mm (20 pulgadas). La precipitación en todo el estado alcanzó un máximo de 640 mm (25 pulgadas) en Arcadia Tower. Las fuertes lluvias provocaron inundaciones en partes de Florida, que a su vez destruyeron 70 casas. Además, cinco casas fueron destruidas y doce resultaron dañadas por un tornado generado en Nokomis. También se reportaron graves daños en los cultivos de naranjos. La depresión causó dos muertes en Florida y daños por un total de 2,6 millones de dólares (dólares de 1992).

### Depresión tropical Dos
Una línea de turbonadas que se desplazó frente a la costa de Nueva York y el sur de Nueva Inglaterra formó un vórtice convectivo de mesoescala, que generó nueva actividad tormentosa cada día a medida que se desplazaba con los vientos del oeste por el Atlántico norte. Al llegar a centro del océano, un flujo conductor cada vez más norte arrastró el sistema hacia las zonas subtropicales al este de las Bermudas, donde mantuvo una organización adecuada.A las 21:00 UTC del 24 de julio, el Centro Nacional de Huracanes comenzó a clasificar el sistema como depresión tropical Dos. En el primer aviso sobre la depresión, se indicó que la depresión tropical anterior se había clasificado erróneamente como depresión tropical Dos.
Debido a la cizalladura del viento del noreste, la depresión no se intensificó ni se organizó más, como se había previsto. En cambio, la depresión se debilitó a fines del 25 de julio, y las imágenes satelitales indican que gran parte de la convección profunda fue eliminada de la circulación superficial. El 26 de julio, el Centro Nacional de Huracanes emitió su último aviso, indicando que era "demasiado débil para clasificarla y que está perdiendo rápidamente su identidad". La depresión se disipó unas tres horas después.

### Huracán Andrew
Una onda tropical se movió frente a la costa de África el 14 de agosto de 1992 y se organizó en la depresión tropical Tres el 16 de agosto, mientras se encontraba aproximadamente a medio camino entre las Islas de Barlovento y la costa africana. Se movió al oeste-noroeste y se fortaleció hasta convertirse en la tormenta tropical Andrew el 17 de agosto. Tras alcanzar vientos de 80 km/h (50 mph), una fuerte cizalladura del suroeste debilitó la tormenta, y para el 20 de agosto se debilitó a una tormenta mínima con una presión de 1015 mbar (30,0 inHg). Rodeó completamente las Antillas Menores y giró hacia el oeste en respuesta a un sistema de alta presión en formación al norte. Al girar hacia el oeste, una vaguada de baja presión ubicada al suroeste de Andrew creó un entorno con poca cizalladura vertical y una salida bien definida. La tormenta se intensificó rápidamente debido a su pequeño tamaño y se convirtió en huracán el 22 de agosto. Andrew se intensificó rápidamente en condiciones ideales para su desarrollo, y el 23 de agosto alcanzó vientos máximos de 282 km/h (175 mph). Cruzó las Bahamas con esa intensidad, se debilitó ligeramente y se intensificó de nuevo hasta alcanzar la categoría 5 de 266 km/h (165 mph) antes de tocar tierra cerca de Homestead, Florida. Se debilitó ligeramente sobre el estado, alcanzando una velocidad de huracán de 217 km/h (135 mph), pero recuperó fuerza y alcanzó una velocidad de huracán de 233 km/h (145 mph) sobre el Golfo de México. Una fuerte vaguada en latitudes medias desvió a Andrew hacia el norte, donde se debilitó considerablemente antes de impactar al oeste de Morgan City, Luisiana, el 26 de agosto como un huracán de categoría 3 de 185 km/h (115 mph). Giró hacia el noreste y perdió su identidad tropical sobre Tennessee el 28 de agosto, antes de fusionarse con los remanentes del huracán Lester y otro sistema frontal sobre Pensilvania el 29 de agosto. 
En las Bahamas, Andrew trajo mareas altas, vientos huracanados y tornados, que causaron daños importantes en el archipiélago, especialmente en Cayos Cat. Al menos 800 viviendas fueron destruidas y quedaron daños en los sectores de transporte, comunicaciones, agua, saneamiento, agricultura y pesca. En total, Andrew causó cuatro muertes y daños por valor de 250 millones de dólares en las Bahamas. En el sur de Florida, Andrew provocó vientos muy fuertes; se reportó una ráfaga de 285 km/h (177 mph) en una casa en Perrine, Florida. Los fuertes vientos causaron daños catastróficos en Florida, especialmente en el condado de Miami-Dade, donde aproximadamente 117.000 casas resultaron gravemente dañadas o destruidas. En los Everglades, 70.000 acres (280 km²) de árboles fueron derribados y alrededor de 182 millones de peces murieron. Las precipitaciones en Florida fueron moderadas, alcanzando un máximo de 13,98 pulgadas (355 mm) en el oeste del condado de Miami-Dade. Se reportaron daños significativos en plataformas petroleras: una compañía perdió 13 plataformas, 104 estructuras sufrieron daños y cinco pozos de perforación se desviaron de su curso. En Luisiana, Andrew generó vientos huracanados a lo largo de su trayectoria, dañando 23,000 viviendas y destruyendo 985 casas y 1,951 casas móviles. Un tornado F3 en la parroquia San Juan Bautista dañó o destruyó 163 estructuras. En Luisiana se registraron 17 muertes, seis de ellas por ahogamiento en alta mar. En otros lugares, la tormenta generó al menos 28 tornados, especialmente en Alabama, Georgia y Mississippi. En total, Andrew causó 65 muertes y 27.300 millones de dólares (USD 1992) en daños, lo que lo convierte en el noveno huracán más costoso en la historia de Estados Unidos, detrás del huracán Katrina en 2005, el huracán Ike en 2008, el huracán Sandy en 2012, los huracanes Harvey, Irma y María en 2017, el huracán Florence en 2018, el huracán Ida en 2021 y el huracán Ian en 2022.

### Huracán Bonnie
A mediados de septiembre, una depresión tropical se desprendió de un frente frío y se convirtió en la depresión tropical Cuatro a finales del 17 de septiembre, mientras se encontraba a unas 340 millas (550 km) al este-noreste de Bermudas. Temprano al día siguiente, la depresión se intensificó hasta convertirse en la tormenta tropical Bonnie. Debido a una ligera cizalladura vertical del viento, Bonnie se fortaleció rápidamente y se convirtió en huracán a finales del 18 de septiembre. Se produjo una mayor profundización y a las 1800 UTC del 21 de septiembre, Bonnie alcanzó su punto máximo como un huracán de categoría 2 de 110 mph (180 km/h). Posteriormente, Bonnie se mantuvo casi estacionario durante casi 24 horas. Las imágenes satelitales indicaron que el centro de bajo nivel quedó expuesto, lo que indica que Bonnie se estaba debilitando significativamente mientras se dirigía hacia el sur. Se estima que Bonnie se debilitó a tormenta tropical a finales del 24 de septiembre. Bonnie se deterioró aún más a la categoría de depresión tropical el 26 de septiembre, pero volvió a fortalecerse a tormenta tropical más tarde ese mismo día.
A las 1500 UTC del 27 de septiembre, el Centro Nacional de Huracanes declaró a Bonnie extratropical, ya que estaba perdiendo características tropicales.Bonnie recuperó características tropicales y el Centro Nacional de Huracanes reanudó las alertas sobre la tormenta a las 2100 UTC del 28 de septiembre. Sin embargo, el análisis posterior indicó que Bonnie se mantuvo tropical durante ese período. Bonnie se fortaleció nuevamente hasta convertirse en una fuerte tormenta tropical antes de que la cizalladura vertical del viento la debilitara al acercarse a las Azores. Poco antes de convertirse en extratropical el 30 de septiembre, Bonnie pasó por las Azores como una tormenta tropical moderadamente débil. En una localidad de las Azores se registraron vientos con fuerza de tormenta tropical. Además, un hombre murió al caer una roca en la isla de São Miguel. No se reportaron daños asociados con Bonnie.

### Huracán Charley
El 20 de septiembre, las imágenes de METEOSAT indicaron una zona de convección que se estaba concentrando bastante al sur de las Azores. Es posible que una circulación ciclónica de niveles medios a altos interactuara con la porción norte de una onda tropical. Al día siguiente, las imágenes satelitales detectaron una circulación bien definida en niveles bajos y, por lo tanto, la Depresión Tropical Cinco, con su centro a unas 633 millas (1019 km) al sur de las Azores. La depresión se dirigió hacia el noroeste y las imágenes satelitales comenzaron a indicar características de bandas. Como resultado, la depresión se convirtió en tormenta tropical Charley el 22 de septiembre. Se formó un ojo mientras Charley se dirigía hacia el norte-noroeste, y se convirtió en huracán el 23 de septiembre. Se fortaleció aún más, y a finales del 24 de septiembre, Charley alcanzó su punto máximo como un huracán de categoría 2 con una velocidad de 180 km/h (110 mph).
Posteriormente, Charley viró hacia el este y luego hacia el este-noreste, mientras se desplazaba sobre temperaturas superficiales del mar (TSM) en descenso. A primeras horas del 27 de septiembre, Charley se degradó a tormenta tropical. Más tarde ese mismo día, Charley cruzó la isla Terceira en las Azores con vientos de 105 km/h (65 mph). Charley fue perdiendo gradualmente sus características tropicales y, para las 18:00 UTC del 27 de septiembre, se había transformado en tormenta extratropical. El sistema remanente aceleró hacia el noreste en dirección a las Islas Británicas, donde se fusionó con otra depresión extratropical el 29 de septiembre. A su paso por las Azores, Charley produjo vientos con fuerza de tormenta tropical, con vientos sostenidos de 85 km/h (53 mph) y ráfagas que alcanzaron los 132 km/h (82 mph). No se reportaron otros efectos de Charley en las Azores.

### Tormenta tropical Danielle
La depresión tropical Seis se formó frente a las costas del sureste de Estados Unidos el 22 de septiembre a partir de la fusión de una vaguada superficial, una onda tropical y un frente frío. La depresión se intensificó rápidamente y se convirtió en tormenta tropical Danielle seis horas después. Una vaguada que se aproximaba provocó un desplazamiento hacia el noreste, pero posteriormente un sistema de alta presión la obligó a desplazarse hacia el noroeste, lo que provocó que Danielle formara un pequeño bucle anticiclónico entre el 23 y el 24 de septiembre. El 25 de septiembre, frente a las costas de Carolina del Norte, Danielle alcanzó su intensidad máxima como tormenta tropical moderadamente fuerte, con vientos máximos sostenidos de 105 km/h (65 mph). Inicialmente se predijo que Danielle tocaría tierra en Carolina del Norte; sin embargo, la tormenta viró hacia el norte-noroeste y tocó tierra en Maryland, en la costa este de la península de Delmarva, con la misma intensidad. Danielle continuó tierra adentro, debilitándose y disipándose sobre el este de Pensilvania el 26 de septiembre.
Danielle causó una grave erosión de las playas en Carolina del Norte, Virginia y Maryland, lo que provocó inundaciones que, a su vez, dañaron o destruyeron varios negocios y viviendas en las zonas costeras de los tres estados. Además, las inundaciones en las calles también provocaron el cierre de varias carreteras de la región, en particular, la Carretera 12 de Carolina del Norte. Muchos estados del Atlántico Medio y Nueva Inglaterra también informaron precipitaciones, aunque rara vez superaron las 3 pulgadas (76 mm). Además, en alta mar frente a la costa de Nueva Jersey, un velero volcó, provocando que dos personas se ahogaran. En general, los daños causados por la tormenta fueron mínimos, con la excepción de los negocios y casas dañados o destruidos en Carolina del Norte, Virginia y Maryland.

### Depresión tropical Siete
Una onda tropical poco organizada surgió de la costa occidental de África el 23 de septiembre y rápidamente se convirtió en la depresión tropical Siete el 25 de septiembre, mientras su centro se encontraba a 775 millas (1.247 kilómetros) al suroeste de Cabo Verde. Debido a que la depresión se desplazaba sobre una superficie del mar cálida, se predijo que se intensificaría y se convertiría en una tormenta tropical. Sin embargo, la cizalladura del viento expuso el centro como lo indicaron las imágenes satelitales visibles el 26 de septiembre, y el Centro Nacional de Huracanes señaló el 26 de septiembre que "la depresión podría degradarse a una onda tropical más tarde hoy". A primera hora del 27 de septiembre, el centro de la depresión se volvió difícil de localizar en las imágenes satelitales.
El 28 de septiembre la organización de la depresión se deterioró aún más debido a la fuerte cizalladura vertical del viento. El centro de la depresión volvió a ser difícil de localizar mediante imágenes infrarrojas a primeras horas del 29 de septiembre. Más tarde ese día, algunos modelos de computadora indicaron una disminución en la cizalladura del viento sobre la depresión en dos días, por lo que se predijo que se fortalecería hasta convertirse en una tormenta tropical. Sin embargo, la cizalladura del viento expuso nuevamente el centro de la depresión a primeras horas del 30 de septiembre, aunque todavía se pronosticaba que se intensificaría hasta alcanzar el estado de tormenta tropical. A última hora del 1 de octubre, las imágenes satelitales indicaron que la depresión se había disipado y el Centro Nacional de Huracanes emitió su aviso final sobre el sistema.

### Tormenta tropical Earl
El 26 de septiembre de 1992, una onda tropical se convirtió en la depresión tropical Ocho mientras su centro se encontraba a unos 555 km (345 millas) al norte de La Española. La depresión se desplazó hacia el oeste-noroeste, rumbo a las Bahamas. Inicialmente, la depresión se mantuvo débil, pero tras alcanzar la Corriente del Golfo, se fortaleció hasta convertirse en la tormenta tropical Earl a las 12:00 UTC del 29 de septiembre. Por esa época, Earl comenzó a virar hacia el este, disminuyendo la amenaza para Florida. A primeras horas del 1 de octubre, Earl alcanzó vientos máximos sostenidos de 105 km/h (65 mph) y una presión barométrica mínima de 990 mbar (29 inHg). Posteriormente, se debilitó gradualmente y Earl se degradó a depresión tropical el 3 de octubre. Más tarde ese día, Earl se volvió extratropical a unas 295 millas (475 km) al sur de Bermudas.
La amenaza de Earl provocó una alerta de tormenta tropical en las Bahamas y luego en Bermudas, mientras que se emitió una alerta de inundación costera en Florida. Como Earl permaneció en alta mar, el impacto fue en general menor. En toda Florida, Earl generó 11 tornados y trajo lluvias moderadamente intensas, con un máximo de 238 mm (9,38 pulgadas) cerca de Canal Point, Florida. Además, se reportaron precipitaciones leves en Georgia y Carolina del Norte. Las mareas superiores a lo normal arrasaron entre 30 y 35 pies (9,1 a 10,7 m) de playas, y los salvavidas de la playa de St. Augustine realizaron ocho rescates.

### Huracán Frances
Se desarrolló una zona de baja presión al final de una vaguada frontal casi estacionaria. Inicialmente, la cizalladura vertical del viento impidió la formación de convección profunda en la parte occidental del sistema. Tras disminuir la cizalladura del viento, el sistema se convirtió en un centro de vendavales a finales del 22 de octubre. A primera hora del día siguiente, el centro de vendavales se había transformado en tormenta tropical, y se estima que la tormenta tropical Frances se formó a las 06:00 UTC del 23 de octubre. Frances se fortaleció rápidamente tras convertirse en tormenta tropical y se convirtió en huracán a las 18:00 UTC de ese mismo día. Tras convertirse en huracán, Frances viró hacia el noreste y se mantuvo bastante al este de Bermudas. Al mediodía del 24 de octubre, Frances alcanzó su punto máximo como huracán de categoría 1 con una velocidad de 140 km/h (85 mph). Tras alcanzar su intensidad máxima, Frances comenzó a desplazarse sobre temperaturas superficiales del mar más bajas, lo que la debilitó gradualmente. El ojo se volvió borroso y, a finales del 25 de octubre, Frances se degradó a tormenta tropical. Durante los dos días siguientes, Frances comenzó a perder características tropicales y se declaró extratropical a primeras horas del 27 de octubre. Se reportó la desaparición de un marinero; sin embargo, se desconoce si fue a causa de Frances. Además, una persona a bordo de un velero resultó herida durante un encuentro con Frances. En tierra, Frances causó un impacto mínimo, limitado a lluvias ligeras en Terranova.

## Nombres de los ciclones tropicales
La siguiente lista de nombres se utilizó para las tormentas con nombre que se formaron en el Atlántico norte en 1992. Esta es la misma lista de nombres utilizada para la temporada de 1986.
| - Andrew - Bonnie - Charley - Danielle - Earl - Frances - Georges (sin usar) | - Hermine (sin usar) - Ivan (sin usar) - Jeanne (sin usar) - Karl (sin usar) - Lisa (sin usar) - Mitch (sin usar) - Nicole (sin usar) | - Otto (sin usar) - Paula (sin usar) - Richard (sin usar) - Shary (sin usar) - Tomas (sin usar) - Virginie (sin usar) - Walter (sin usar) |

### Nombres retirados
- En la primavera de 1993, la Organización Meteorológica Mundial (OMM) retiró el nombre Andrew de su lista rotativa de nombres de huracanes del Atlántico debido a su capacidad destructiva. El nombre fue reemplazado por Alex en la temporada de 1998.[88][89]

## Estadísticas de temporada
Esta es una tabla de todas los sistemas que se han formado en la temporada de 1992. Incluye su duración, nombres, áreas afectada(s), indicados entre paréntesis, daños y muertes totales. Las muertes entre paréntesis son adicionales e indirectas, pero aún estaban relacionadas con esa tormenta. Los daños y las muertes incluyen totales mientras que la tormenta era extratropical, una onda o un baja, y todas las cifras del daño están en USD 1992.
| DT | TT | 1 | 2 | 3 | 4 | 5 |

| Nombre                  | Fechas activo                 | Categoría de tormenta en intensidad máxima | Vientos máx. (km/h) | Presión min (hPa) | ACE     | Áreas afectadas                  | Áreas afectadas                  | Áreas afectadas                  | Daños (en millones USD) | Muertos |
| Nombre                  | Fechas activo                 | Categoría de tormenta en intensidad máxima | Vientos máx. (km/h) | Presión min (hPa) | ACE     | Lugar                            | Fecha                            | Vientos (km/h)                   | Daños (en millones USD) | Muertos |
| ----------------------- | ----------------------------- | ------------------------------------------ | ------------------- | ----------------- | ------- | -------------------------------- | -------------------------------- | -------------------------------- | ----------------------- | ------- |
| Uno                     | 21 – 24 de abril              | Tormenta tropical                          | 85 (50)             | 1002              | 0       | Ninguno                          | Ninguno                          | Ninguno                          | 0                       | 0       |
| Uno                     | 25 – 26 de junio              | Depresión tropical                         | 55 (35)             | 1007              | N/A     | Tampa, Florida                   | 26 de junio                      | 55 (35)                          | $2.6 millones           | 4 (1)   |
| Dos                     | 24 – 26 de julio              | Depresión tropical                         | 55 (35)             | 1015              | N/A     | Ninguno                          | Ninguno                          | Ninguno                          | 0                       | 0       |
| Andrew                  | 16 – 28 de agosto             | Huracán categoría 5                        | 280 (175)           | 922               | 28.4475 | Homestead, Florida               | 24 de agosto                     | 270 (165)                        | $27.3 mil millones      | 26 (39) |
| Andrew                  | 16 – 28 de agosto             | Huracán categoría 5                        | 280 (175)           | 922               | 28.4475 | Morgan City, Luisiana            | 26 de agosto                     | 185 (115)                        | $27.3 mil millones      | 26 (39) |
| Bonnie                  | 17 – 30 de septiembre         | Huracán categoría 2                        | 175 (110)           | 965               | 23.115  | Ninguno                          | Ninguno                          | Ninguno                          | Mínimo                  | 0 (1)   |
| Charley                 | 21 – 27 de septiembre         | Huracán categoría 2                        | 175 (110)           | 965               | 10.9375 | Ninguno                          | Ninguno                          | Ninguno                          | Mínimo                  | 0       |
| Danielle                | 22-26 de septiembre           | Tormenta tropical                          | 100 (65)            | 1001              | 2.86    | Accomac, Virginia                | 25 de septiembre                 | 100 (65)                         | 0                       | 2       |
| Siete                   | 25 de septiembre-1 de octubre | Depresión tropical                         | 55 (35)             | 1008              | 0       | Ninguno                          | Ninguno                          | Ninguno                          | 0                       | 0       |
| Earl                    | 26 de septiembre-3 de octubre | Tormenta tropical                          | 100 (65)            | 990               | 3.2675  | Ninguno                          | Ninguno                          | Ninguno                          | 0                       | 0       |
| Frances                 | 23-27 de octubre              | Huracán categoría 1                        | 140 (85)            | 976               | 6.5025  | Ninguno                          | Ninguno                          | Ninguno                          | 0                       | 0       |
| Totales de la temporada |                               |                                            |                     |                   |         |                                  |                                  |                                  |                         |         |
| 10 ciclones             | 21 de abril – 27 de octubre   |                                            | 280 (175)           | 922               | 75.13   | 3 ciclones que han tocado tierra | 3 ciclones que han tocado tierra | 3 ciclones que han tocado tierra | $27.302 mil millones    | 66 (94) |